# والتر بویز
والتر بویز (به انگلیسی: Walter Boyes) بازیکن فوتبال زادهٔ ۵ ژانویه ۱۹۱۳ اهل کشور انگلستان که سابقهٔ بازی در تیم ملی فوتبال انگلستان را در کارنامهٔ خود دارد. وی در تاریخ ۱۸ مه ۱۹۳۵ نخستین بازی ملی خود را در مقابل تیم ملی فوتبال هلند انجام داد و با حضور در ۳ بازی ملی، در تاریخ ۲۶ اکتبر ۱۹۳۸ واپسین بازی ملی‌اش را در برابر فیفا برگزار کرد.